# Восход (Хабарский район)
Восход — посёлок в Хабарском районе Алтайского края, входит в состав муниципального образования Мартовский сельсовет.

## Население
| 1997 | 1998 | 1999 | 2000 | 2001 | 2002 | 2003 |
| ---- | ---- | ---- | ---- | ---- | ---- | ---- |
| 140  | ↘137 | ↘122 | ↗136 | ↘130 | ↘107 | ↗118 |
| 2004 | 2005 | 2006 | 2007 | 2008 | 2009 | 2010 |
| ↘113 | ↘95  | ↘93  | ↗97  | ↘96  | ↘91  | ↘83  |
| 2011 | 2012 | 2013 |      |      |      |      |
| ↘81  | ↗82  | ↘75  |      |      |      |      |